# 古坑服務區
古坑服務區是台灣的高速公路服務區，座落於雲林縣古坑鄉，里程為福爾摩沙高速公路（國道三號）276.9k，南北共站，自基金交流道（起點）以來的第五個服務區，
於2002年7月2日成立，2022年9月1日南仁湖企業股份有限公司接手經營。

## 規劃
古坑服務區造型為一曲面屋頂以仿古造型之建築，戶外空間規劃為水舞廣場、香花區、誘鳥區及生態區，並且以「咖啡、花香、鳥鳴、水舞、彩虹、夜景」為設計主題。
服務區南北共站，設有駕駛人休息室，讓駕駛人可短暫睡眠，以避免疲勞駕駛釀成事故。區內另設全家便利商店古坑國道店、熟食區。
2010年2月1日起在出口處增設一間由台灣中油經營的24小時便捷加油站。2024年設立電動車的充電站，支援CCS1與CCS2規格充電樁。

## 基本資料
- 位於福爾摩沙高速公路276K+880北上側，佔地面積約29公頃。
- 經營承商：南仁湖企業股份有限公司
- 經營期限：2022年9月1日至2031年8月31日。

## 歷年營運廠商
- 太子城企業有限公司：2003年7月2日至2007年7月1日
- 海景世界企業股份有限公司：2007年7月2日至2022年8月31日[4]
- 南仁湖企業股份有限公司：2022年9月1日至2031年8月31日

## 營業額
以下為古坑服務區自2006年以來之年營業額，其中2006年與2007年之年營業額未含營業稅：
|  | 由于已知的技术原因，图表暂时不可用。带来不便，我们深表歉意。 |

|  | 由于已知的技术原因，图表暂时不可用。带来不便，我们深表歉意。 |

## 圖片

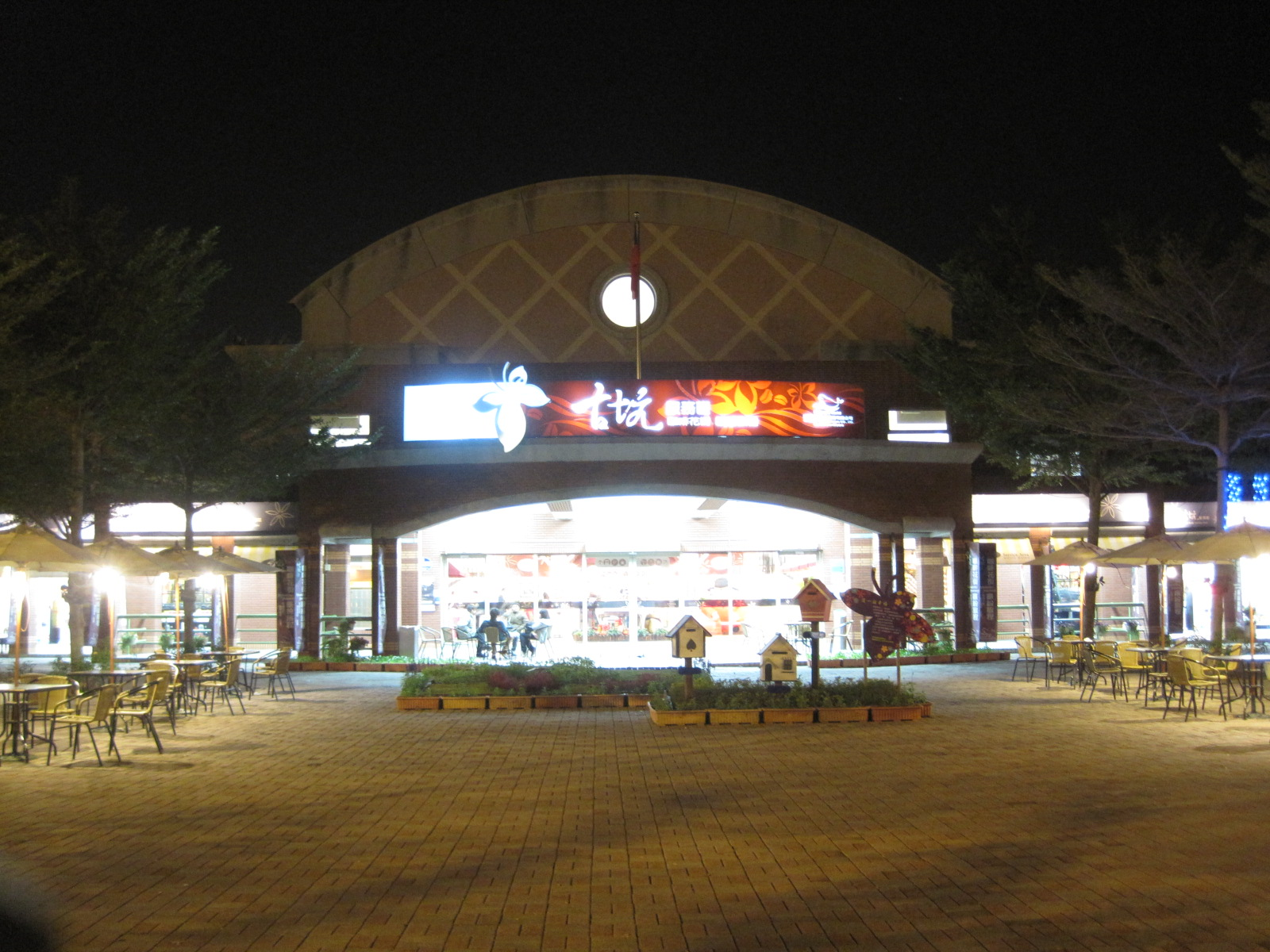
正門夜景
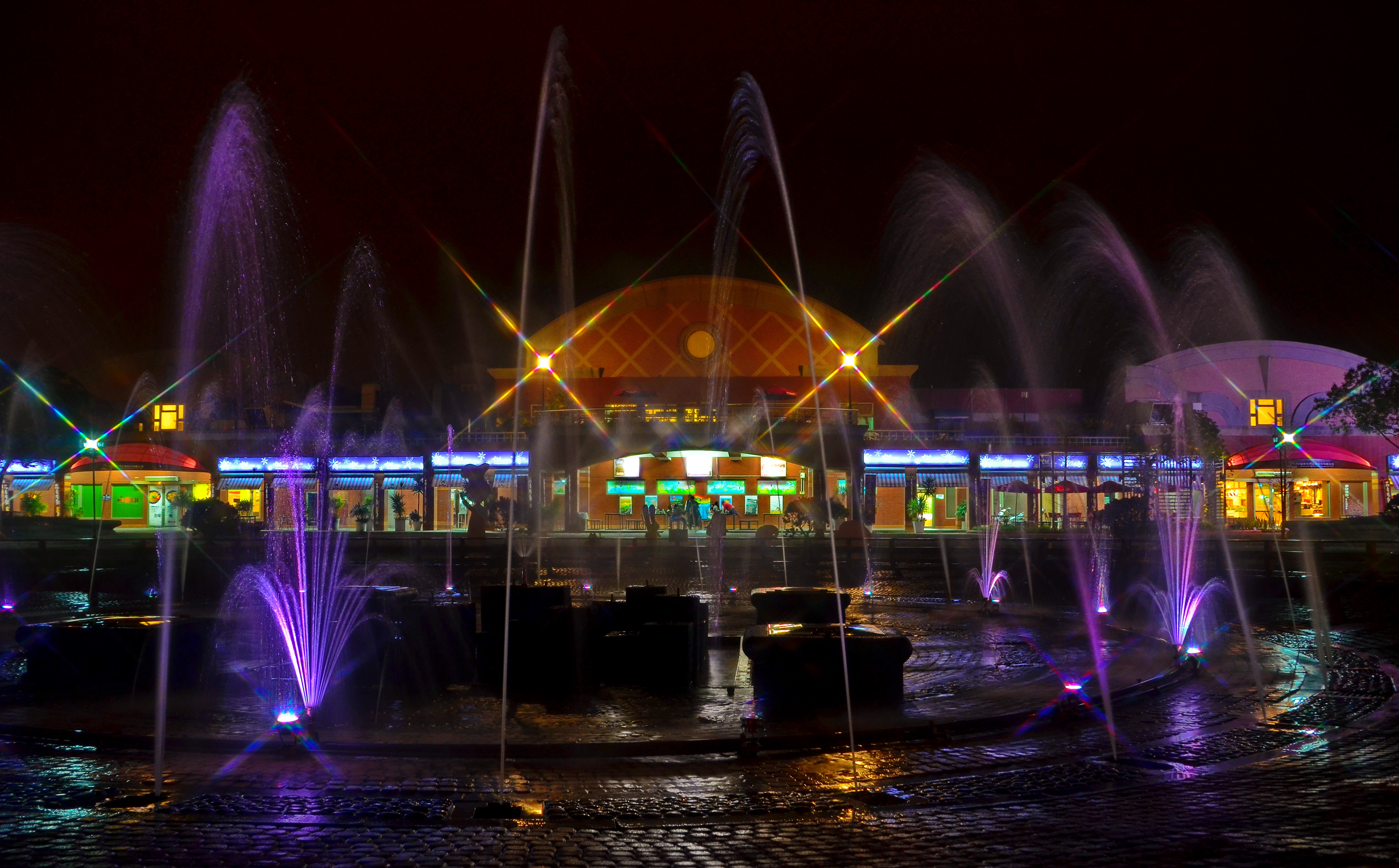
水舞廣場夜景
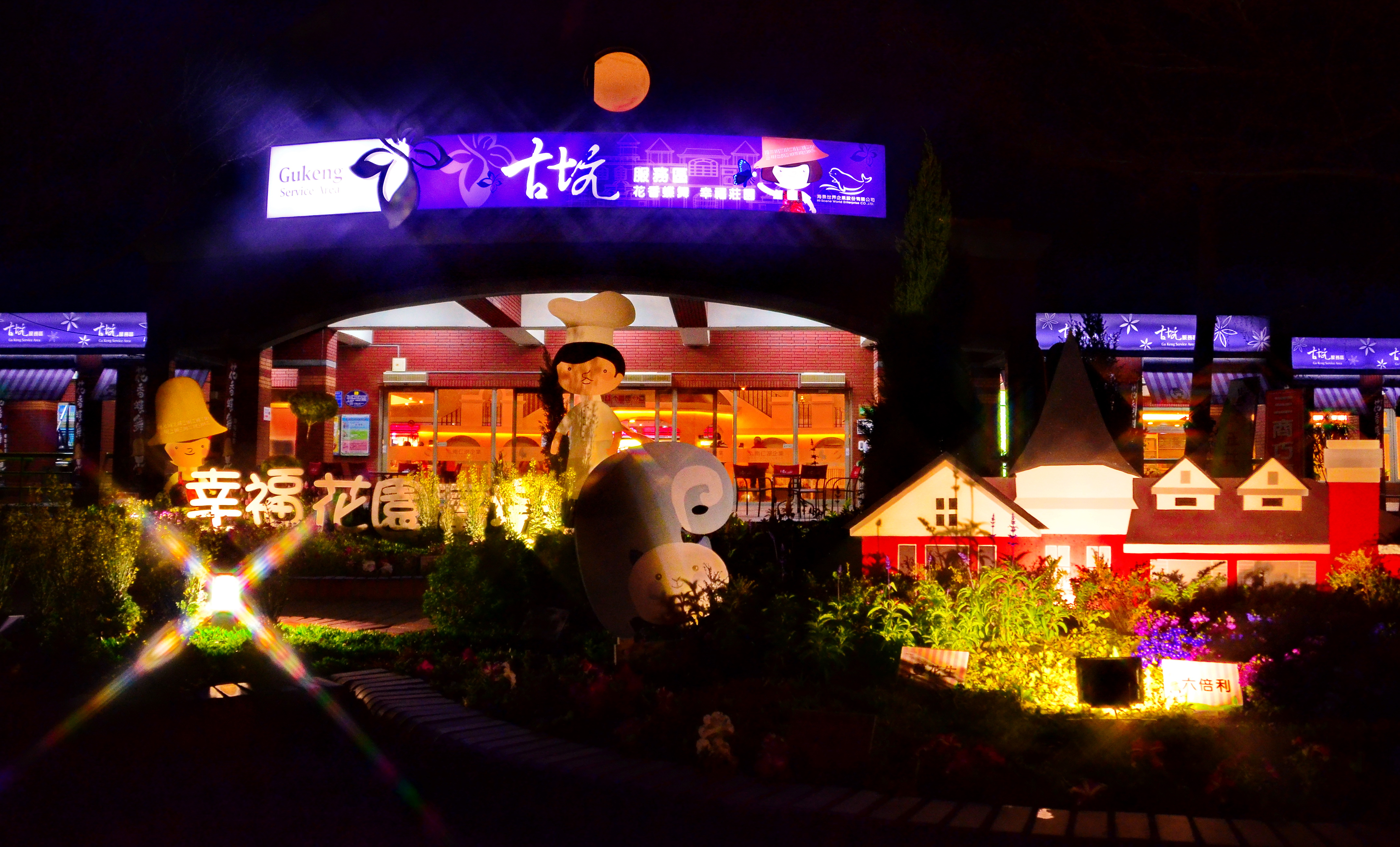
幸福花園廣場夜景
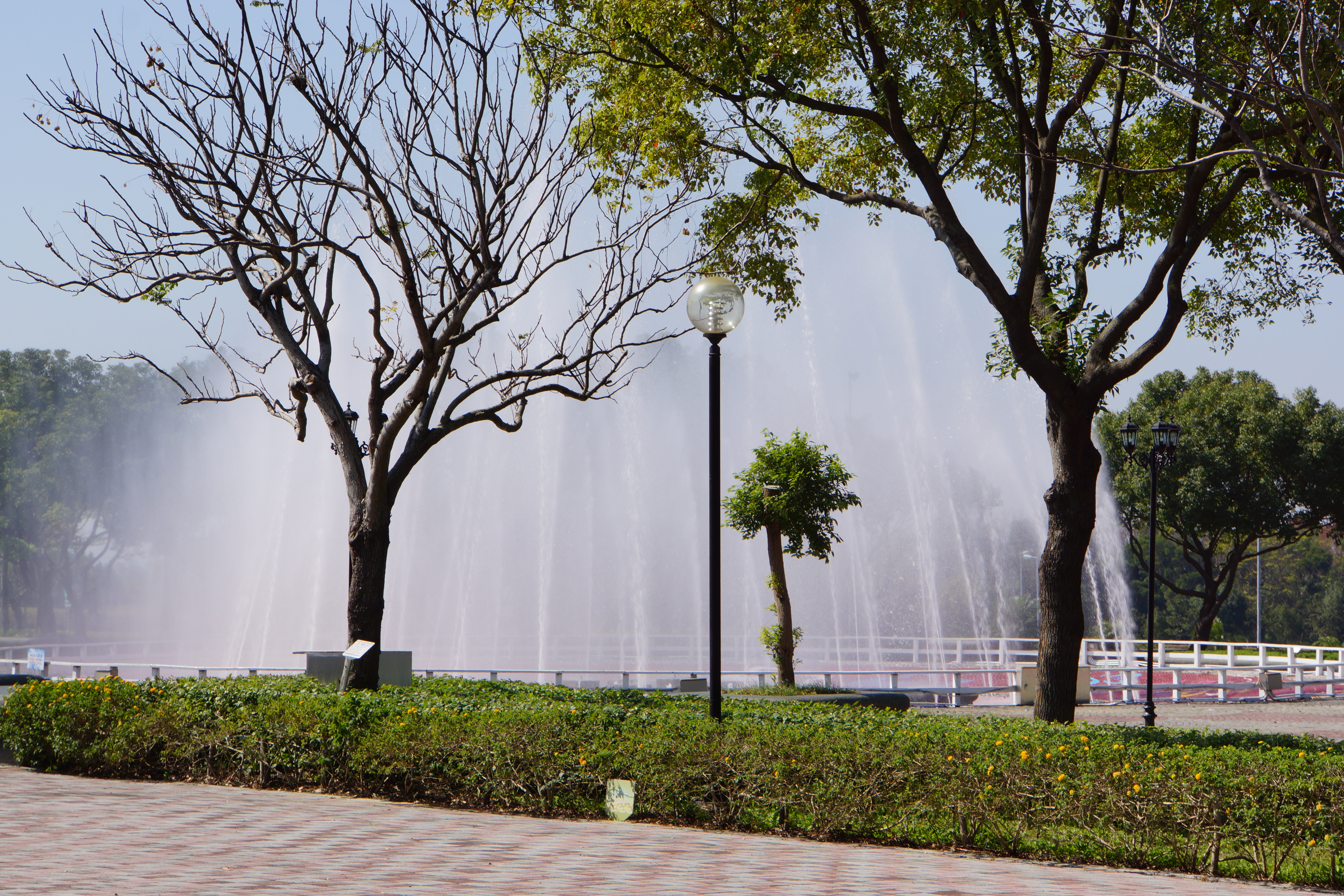
水舞廣場正進行水舞演出
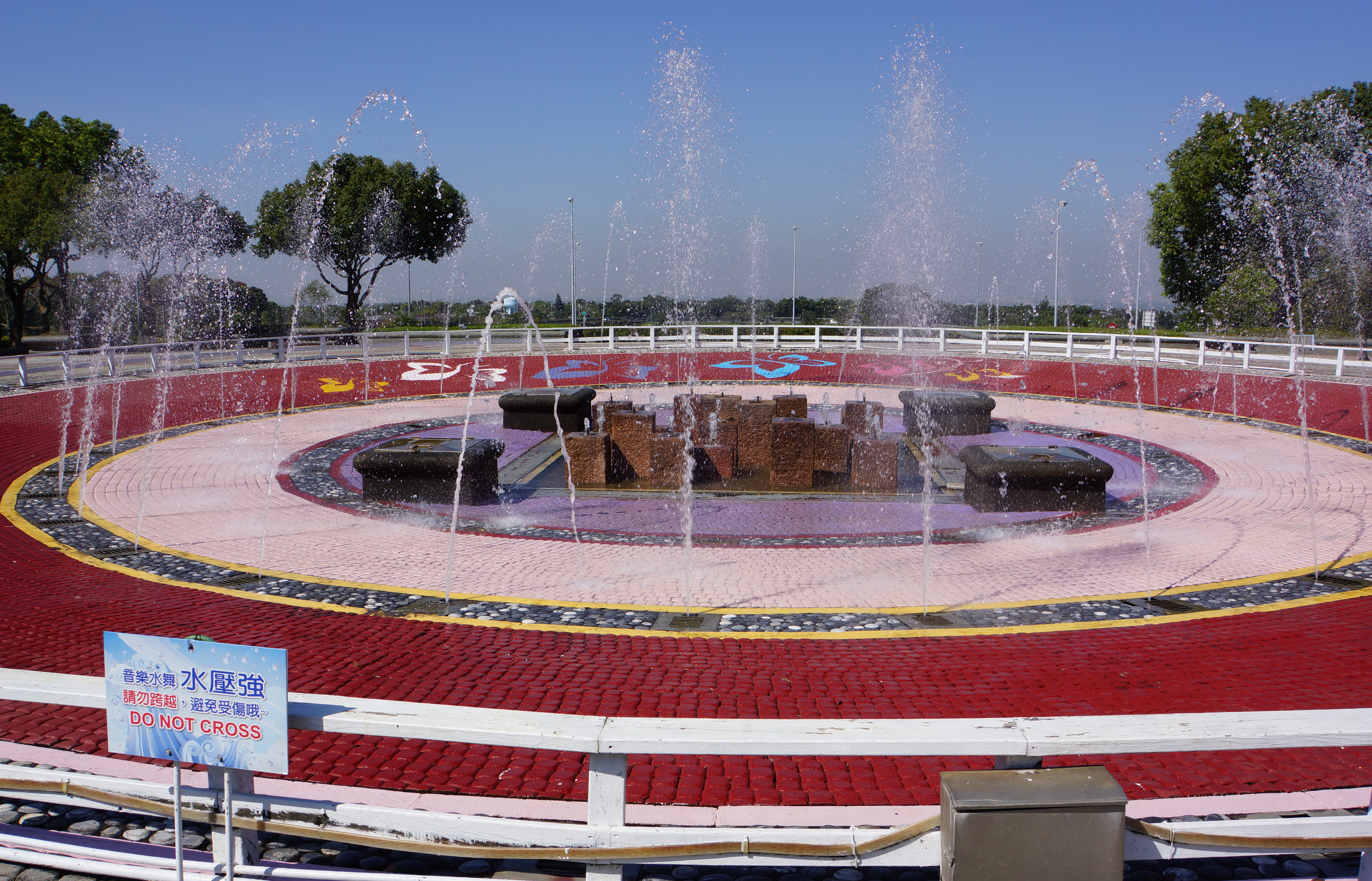
未表演時的水舞池
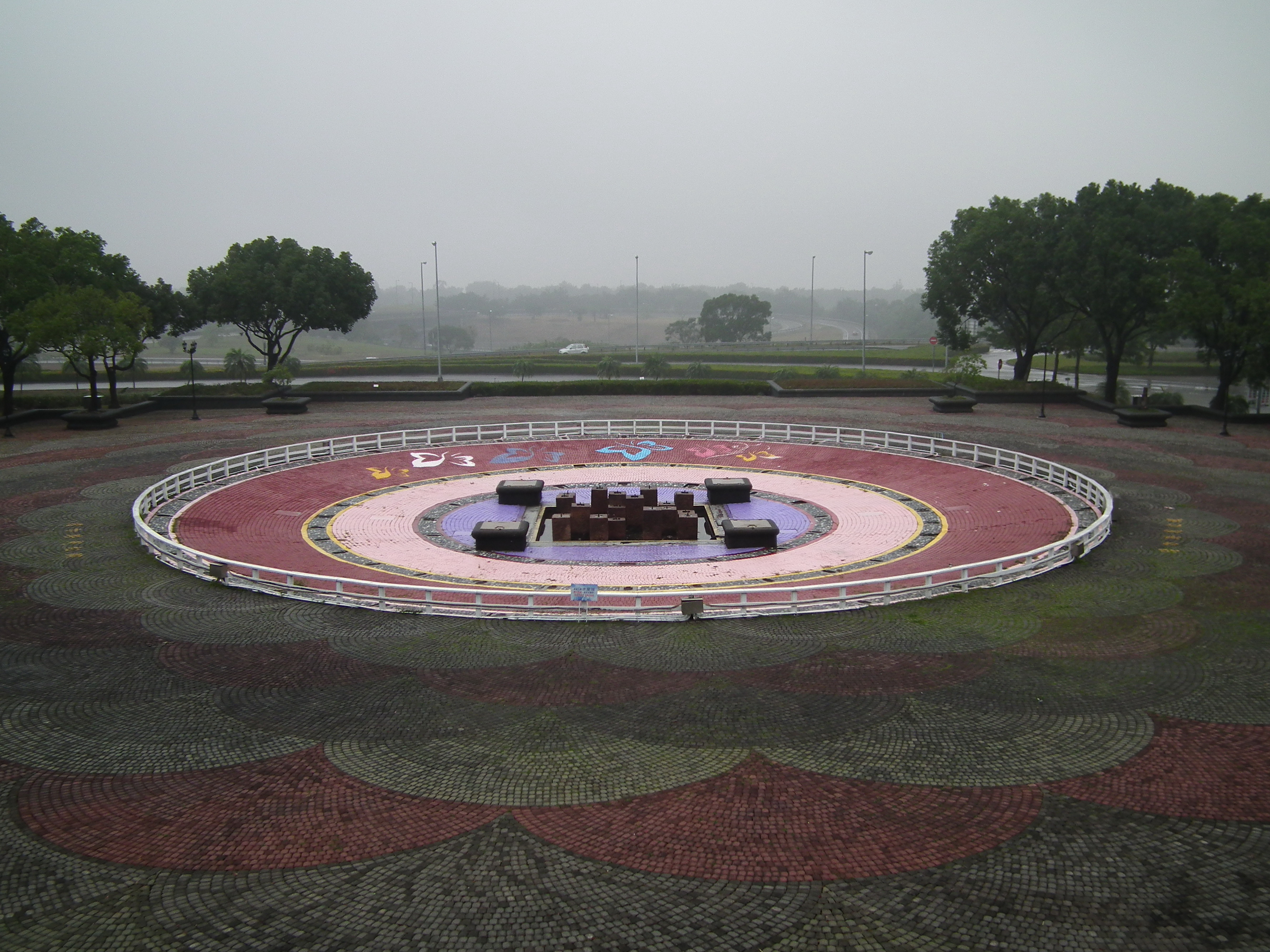
二樓觀景台眺望一景
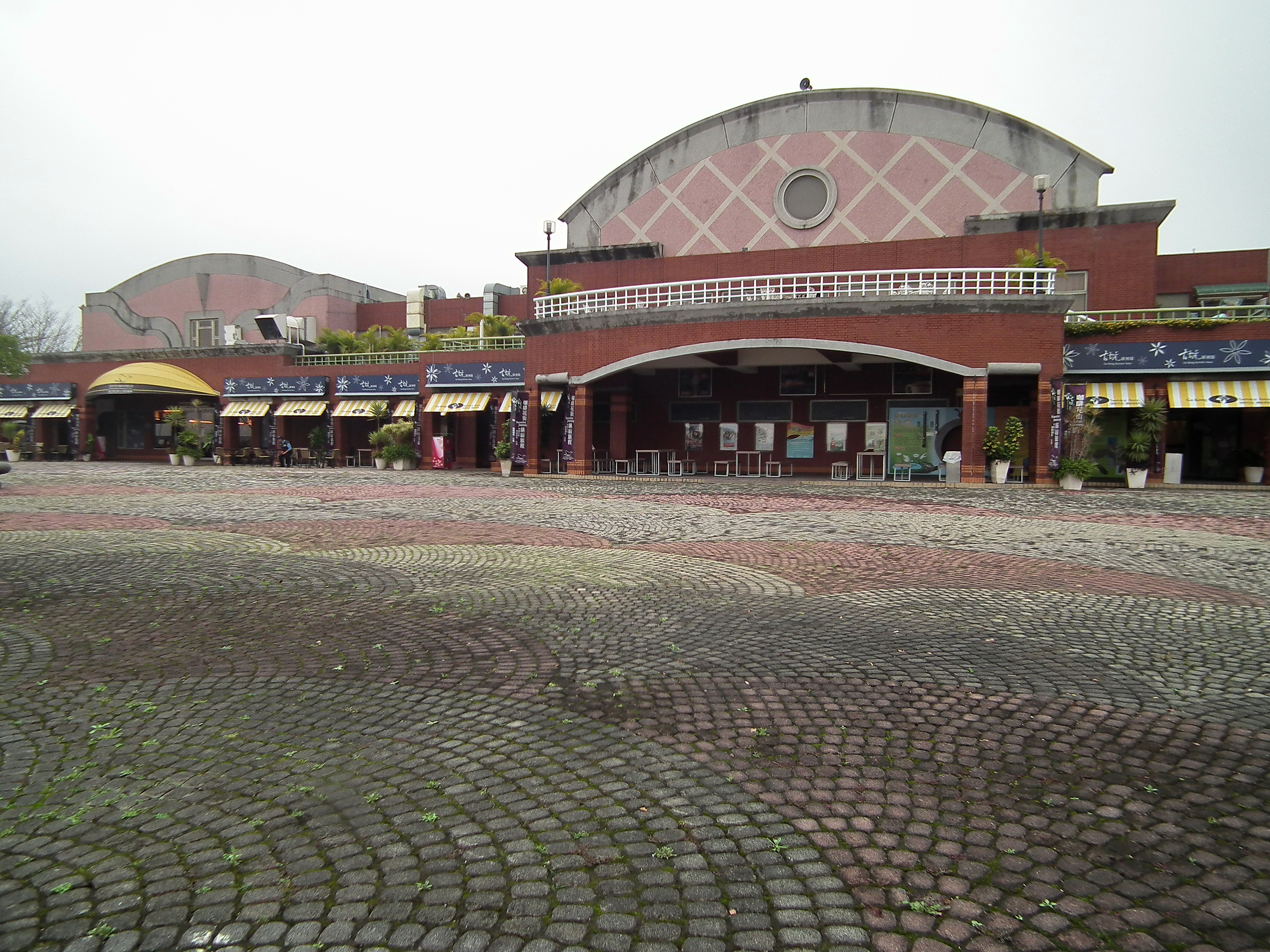
服務區後方

## 外部連結
- 南仁湖企業古坑服務區 （页面存档备份，存于）
- 南區養護工程分局古坑服務區
- 國道3號 古坑服務區 即時影像 - 高速公路資訊網
- 南仁湖fun國道的Facebook專頁
- 古坑服務區 花饗古坑 希望旅程的Facebook專頁